# Jāzeps Vītols
Jāzeps Vītols (a l'Imperi Rus Иосиф Иванович Витоль, Ióssif Ivànovitx Vitol - Valmiera, Letònia, 26 de juliol de 1863 - Lübeck, Slesvig-Holstein, 24 d'abril de 1948) fou un compositor letó.
Fou alumne de Johannsen i de Rimski-Kórsakov al Conservatori de Sant Petersburg, fou alhora professor de teoria i harmonia d'aquest centre des de 1886 a 1892, de l'Escola de Música de la mateixa ciutat, on tingué entre altres alumnes que més tard serien famosos com ara Daniel Anfiteatrov. Abans havia estat professor al Conservatori de Riga, on va tenir entre altres com alumne, el que més tard seria gran director d'orquestra Olgerts Bistevins, Adolf Petrovich Skulte i Stasys Šimkus.
També fou crític musical del diari St. Petersburger Zeitung.

## Selecció d'obres
- La festa del Ligo, poema simfònic vers motius letons.
- Obertura dramàtica,
- El bard, per a cor mixt i orquestra.
- El cant, per a soprano, cor mixt i orquestra.
- Un Quartet, per a instruments d'arc.
- Sonates, per a piano.

Peces per a piano, cors, a cappella i amb acompanyament d'orquestra, lieder, etc.